# 櫻桃小丸子 (日本電視劇)
- 關於《櫻桃小丸子》的漫畫和動畫，請見「櫻桃小丸子」。
- 關於《櫻桃小丸子》的台灣製作同名真人電視劇，請見「櫻桃小丸子 (台灣電視劇)」。

《櫻桃小丸子真人版》是日本富士電視台的兩部電視劇，改編自櫻桃子的同名漫畫《櫻桃小丸子》。短劇版（スペシャルドラマ版 ちびまる子ちゃん）第一彈首播時間為2006年4月18日的日本時間19:00～20:54（富士電視台特別節目專屬時段《》內），全3集，平均收視率有22.8%（Video Research調查）。短劇版第二彈首播時間為2006年10月31日，首播時段同第一彈。連續劇版（櫻桃小丸子），首播時間為2007年4月19日至2008年2月28日的日本時間每週四19:00～19:57。2006年短劇版由森迫永依、福田麻由子等主演，2013年短劇版由信太真妃等主演，而連續劇版則由伊藤綺夏等主演。當中，森迫永依更從500人內脫穎而出進行演出。
香港方面第一彈短劇版於2008年的農曆新年期間（2月10日，星期日）的時候在旗下頻道翡翠台及高清翡翠台同一時段10:30～13:00，以《福星高照小丸子》的名稱播出。而第二彈於同年的復活節期間在翡翠台播出，以《小丸子部落格》的名稱播出。而第三彈於2014年8月2日在無線網絡電視的TVB兒童台以《小丸子食河豚》的名稱播出。
至于马来西亚方面，八度空间已于2008年9月21日15:00启播《櫻桃小丸子真人版》，播出时采用《樱桃小丸子》这个名称。由于此剧并无中文配音，马来西亚播出的《樱桃小丸子》是日文版本，并配有中文字幕。

## 趣事
- 除姐姐外，其他演員清一色使用假髮演出。
- 片頭開始前，由動畫版小丸子帶領大家看片頭，並使用了TARAKO的配音。
- 卡通版的旁白山田俊司（粵語版：陳欣）再次擔任本劇的旁白。
- 動畫版主題歌再次在真人版片頭上使用。
- 香港播出時，大致沿用粵語動畫版時的配音，可是某幾個角色轉換了。（如丸尾、濱治等因演員的問題而不能使用男性配音員）
- 第二彈中，小丸子幻想自己跟賓治結婚和小丸子向賓治傾訴時得意地用了電影鐵達尼號的「My Heart Will Go On」一曲作為背景音樂。

## 人物演員

### 單發劇版

#### 2006年版

##### 小丸子一家
| 角色   | 演員       | 粵語配音               |
| 小丸子 | 森迫永依   | 鄭麗麗                 |
| 姐姐   | 福田麻由子 | 黃麗芳                 |
| 爸爸   | 高橋克實   | 林國雄                 |
| 媽媽   | 清水美智子 | 沈小蘭                 |
| 爺爺   | 元冬樹     | 源家祥、陳曙光（代配） |
| 奶奶   | 市毛良枝   | 黃鳳英                 |

##### 3年4班成員
| 角色     | 演員       | 粵語配音 |
| 戶川老師 | 笠井信輔   | 潘文柏   |
| 穗波玉   | 美山加戀   | 林元春   |
| 花輪和彥 | 馬宮輝     | 許盈     |
| 丸尾末夫 | 佐藤和也   | 雷碧娜   |
| 濱崎賓治 | 米谷真一   | 謝潔貞   |
| 野口笑子 | 甲野優美   | 陸惠玲   |
| 土橋年子 | 朝日梨帆   | 梁少霞   |
| 城崎姬子 | 奧之矢佳奈 | 張頌欣   |
| 富田太郎 | 望月佳一   | 梁少霞   |
| 小渚花子 | 熊谷杏實   | 曾佩儀   |
| 冬田美鈴 | 矢口蒼依   | 黃鳳英   |
| 大野     | 伊藤大翔   | 黃鳳英   |
| 杉山     | 吉野翔太   | 沈小蘭   |

##### 其他角色
| 角色                   | 演員     | 粵語配音 |
| 穗波真太郎             | 八嶋智人 | 陳卓智   |
| 櫻弘志（青年）         | 玉木宏   | 黃啟昌   |
| 櫻堇（青年）           | 國仲涼子 | 沈小蘭   |
| 奈子                   | 伊藤沙莉 |          |
| 富田爸爸（豬太郎爸爸） | 河本準一 |          |
| 富田媽媽（豬太郎媽媽） | 大島美幸 |          |

### 2007年版
於2007年7月12日放送，描繪20年後小丸子與3年4組同學們的同學會的故事。

#### 3年4班成員
| 角色             | 演員       |
| 櫻桃子（小丸子） | 上野樹里   |
| 穗波玉           | 紗榮子     |
| 濱崎賓治         | 脇田寧人   |
| 富田太郎         | 河本準一   |
| 丸尾末夫         | 山里亮太   |
| 小杉太           | 内山信二   |
| 冬田美鈴         | 柳原可奈子 |
| 野口笑子         | 箕輪はるか |
| 小渚花子         | 近藤春菜   |
| 年子             | 吉井怜     |
| 城崎姬子         | 原田夏希   |
| 花輪和彥         | 波岡一喜   |
| 大野             | 横塚進之介 |
| 杉山             | 目黒邑     |

### 2013年版

#### 小丸子一家
| 角色   | 演員       | 粵語配音 |
| 小丸子 | 信太真妃   | 鄭麗麗   |
| 爸爸   | 兒嶋一哉   | 林國雄   |
| 媽媽   | 飯島直子   | 沈小蘭   |
| 姐姐   | 蒔田彩珠   | 黃麗芳   |
| 友藏   | 元冬樹     | 盧國權   |
| 奶奶   | 鷲尾真知子 | 林丹鳳   |

#### 3年4班成員
| 角色     | 演員       | 粵語配音 |
| 戶川老師 | 笠井信輔   | 招世亮   |
| 穗波玉   | 須田琥珀   | 林元春   |
| 花輪和彥 | 長島暉實   | 許盈     |
| 丸尾末男 | 春名柊夜   | 雷碧娜   |
| 濱崎賓治 | 根本樹     | 謝潔貞   |
| 野口笑子 | 石井晏璃   | 陸惠玲   |
| 土橋年子 | 内藤穂之香 | 梁少霞   |
| 城崎姬子 | 岩崎百合   | 張頌欣   |
| 笹山和子 | 小熊莓子   | 黃玉娟   |
| 小渚花子 | 竹本咲良   | 蔡惠萍   |
| 冬田美鈴 | 山口萌萌花 | 林丹鳳   |
| 大野     | 馬淵譽     | 陸惠玲   |
| 杉山     | 川上恭     | 沈小蘭   |

#### 其他角色
| 角色     | 演員       | 粵語配音 |
| 篠原葵   | 谷花音     | 劉惠雲   |
| 小葵媽   | 戶田菜穂   | 許盈     |
| 郵務士   | 武井壯     |          |
| 看護     | 長井梨紗   | 何晶晶   |
| 西城秀治 | 佐戶井健太 | 陳欣     |

### 連續劇版
繼櫻桃小丸子短劇版後，富士電視台再播映櫻桃小丸子真人版，但這是幾十集的連續劇。但由於森迫永依已經長大了，已不再是「小」丸子了，所以決定重新甄選，最後決定由伊藤綺夏演出。除了爺爺和老師外，其他全是新演員。

#### 小丸子一家
| 角色   | 演員     | 粵語配音 |
| 小丸子 | 伊藤綺夏 | 鄭麗麗   |
| 姐姐   | 村崎真彩 | 黃麗芳   |
| 爸爸   | 三村勝和 | 林國雄   |
| 媽媽   | 酒井法子 | 沈小蘭   |
| 爺爺   | 元冬樹   | 源家祥   |
| 奶奶   | 宮崎美子 | 黃鳳英   |

#### 3年4班成員
| 角色     | 演員       | 粵語配音 |
| 戶川老師 | 笠井信輔   | 潘文柏   |
| 穗波玉   | 岩本千波   | 林元春   |
| 丸尾末夫 | 牧野晴     | 雷碧娜   |
| 濱崎賓治 | 佐野剛基   | 謝潔貞   |
| 野口笑子 | 今泉野乃香 | 陸惠玲   |
| 土橋年子 | 當麻真步   | 梁少霞   |
| 城崎姬子 | 梶浦花     | 張頌欣   |
| 笹山和子 | 森千繪香   | 黃玉娟   |
| 小渚花子 | 入澤楓華   | 曾佩儀   |
| 冬田     | 高橋麻友   | 黃鳳英   |
| 大野     | 桑代貴明   | 黃鳳英   |
| 杉山     | 上原陸     | 沈小蘭   |

## 電視劇的角色變遷
| 作品     | 小丸子   | 爸爸     | 媽媽       | 姐姐       | 爺爺   | 奶奶       |
| 2006年版 | 森迫永依 | 高橋克実 | 清水美智子 | 福田麻由子 | 元冬樹 | 市毛良枝   |
| 連續劇版 | 伊藤綺夏 | 三村勝和 | 酒井法子   | 村崎真彩   | 元冬樹 | 宮崎美子   |
| 2013年版 | 信太真妃 | 兒嶋一哉 | 飯島直子   | 蒔田彩珠   | 元冬樹 | 鷲尾真知子 |
| 台湾版   | 林芯蕾   | 林佑威   | 茵芙       | 魏蔓       | 顧寶明 | 譚艾珍     |

## 外部連結

### 櫻桃小丸子真人版1
- 互联网电影数据库（IMDb）上《櫻桃小丸真人版1》的资料（英文）
- 时光网上《樱桃小丸子真人版1》的資料（简体中文）
- 豆瓣电影上《樱桃小丸子 真人版1》的資料 （简体中文）

### 樱桃小丸子真人版2
- 时光网上《樱桃小丸子真人版2》的資料（简体中文）
- 豆瓣电影上《樱桃小丸子 真人版2》的資料 （简体中文）

### 樱桃小丸子真人版3
- 豆瓣电影上《樱桃小丸子 真人版3》的資料 （简体中文）

### 櫻桃小丸子20年後的同學會真人版
- 豆瓣电影上《樱桃小丸子20年後的同學會真人版》的資料 （简体中文）

### 櫻桃小丸子連續版
- 互联网电影数据库（IMDb）上《櫻桃小丸子連續版》的资料（英文）
- 时光网上《樱桃小丸子連續版》的資料（简体中文）
- 豆瓣电影上《樱桃小丸子连续剧版》的資料 （简体中文）